# Zandig Vlaanderen
Zandig Vlaanderen, ook Noord-Vlaanderen of Houtland, is een geografische streek in België, in Binnen-Vlaanderen.  Deze streek is begrensd in het noorden door de Scheldepolders, in het westen door de Zeepolders, in het zuiden door de lijn Diksmuide–Tielt–Kruishoutem–Vilvoorde en in het oosten door de as Antwerpen–Brussel, de Zeeschelde en de Antwerpse agglomeratie. 

## Beschrijving
Van west naar oost is een aantal substreken te onderscheiden: het Westelijk Houtland (of Bebost Vlaanderen) ten zuiden en zuidoosten van Brugge, het Meetjesland, het Gentse Houtland, het Gentse stadsgewest (incl. de Gentse Kanaalzone), het Lokerse Houtland, het Land van Waas en Klein-Brabant. Het westelijke deel van Zandig Vlaanderen behoort tot de regionaal stedelijke invloedssfeer van Brugge, het centrale en oostelijke deel tot de invloedssfeer van respectievelijk Gent, Antwerpen en Brussel. Het gebied maakt deel uit van de Vlaamse Laagvlakte.
De bodems bestaan voornamelijk uit matig natte en natte zand-, lemig zand- en lichte zandleembodems. In de valleien van de Leie, Schelde, Rupel, Moervaart, Durme en Rupel komen plaatselijk ook zeer natte alluviale bodems voor.
Het centrale en het oostelijke deel van Zandig Vlaanderen behoren tot de dichtstbevolkte en meest verstedelijkte regio's in België. 

## Landbouw en industrie
In de landbouw ligt de nadruk op veeteelt (melkrunderen, varkens, pluimvee) en veevoedergewassen. Tot de lokale specialiteiten behoren de teelt van bloembollen en groene kasplanten in het Gentse, tuinbouw in het Land van Waas, Klein-Brabant en eveneens het Gentse, aardbeien te Beervelde en Melsele, sierbomen en sierstruiken te Maldegem en Wetteren-Serskamp-Schellebelle. Naast de sterk geïndustrialiseerde Gentse Kanaalzone, zijn Aalter, Deinze, Lokeren, Sint-Niklaas en Dendermonde industriële centra.